# 加富尔广场 (那不勒斯)

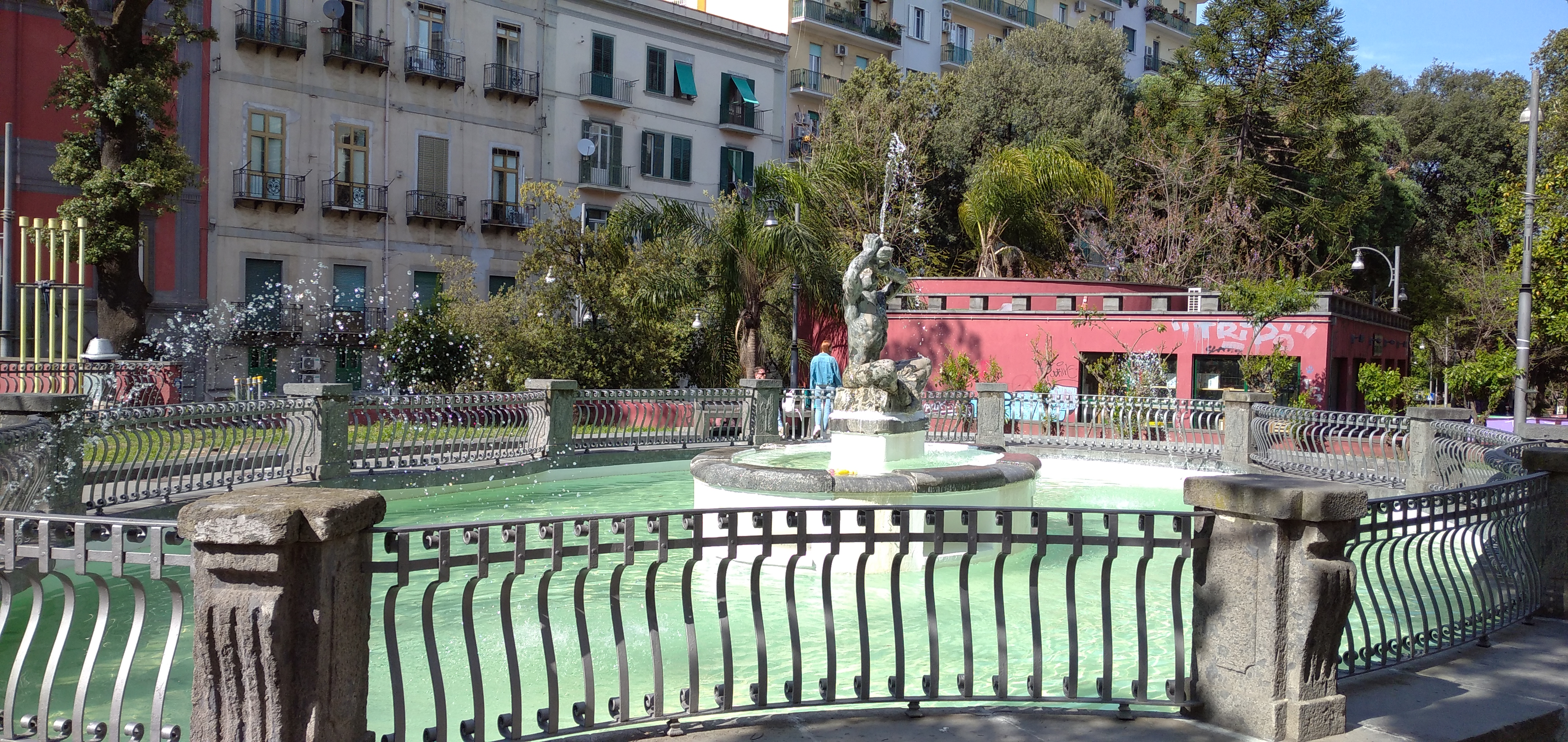

加富尔广场（Piazza Cavour）是意大利南部城市那不勒斯的一个广场，周围分别是那不勒斯国家考古博物馆、圣雅纳略门、加富尔广场恩宠之母堂、松树玫瑰圣母堂、修女耶稣堂（阿拉贡王室）。 
前往加富尔广场可以经由地铁二号线的博物馆站或加富尔广场站。